# Pouteria chocoensis
Pouteria chocoensis är en tvåhjärtbladig växtart som först beskrevs av André Aubréville, och fick sitt nu gällande namn av Terence Dale Pennington. Pouteria chocoensis ingår i släktet Pouteria och familjen Sapotaceae. IUCN kategoriserar arten globalt som otillräckligt studerad. Inga underarter finns listade i Catalogue of Life.